# Zámecký vrch (934 m)
Zámecký vrch (1) (historyczna nazwa niem. Schlofs Berg) – szczyt (góra) o wysokości 934 m n.p.m. (podawana jest też wysokość 933 m n.p.m. , 933,6 m n.p.m.  lub 934,0 m n.p.m. ) w paśmie górskim Wysokiego Jesionika (cz. Hrubý Jeseník), w północno-wschodnich Czechach, w Sudetach Wschodnich, na Śląsku, w obrębie gminy Zlaté Hory, oddalony o około 15 km na północny wschód od szczytu góry Pradziad (cz. Praděd). Rozległość góry (powierzchnia stoków) szacowana jest na około 3,4 km², a średnie nachylenie wszystkich stoków wynosi około 10°.

## Charakterystyka

### Lokalizacja
Góra Zámecký vrch (1) położona jest w północnym rejonie całego pasma Wysokiego Jesionika, leżąca w części Wysokiego Jesionika, w północnym obszarze (mikroregionu) o nazwie Masyw Orlíka (cz. Medvědská hornatina), leżąca jako ostatnia na łukowatym, północnym grzbiecie głównym góry Medvědí vrch, ciągnącym się od góry Na Vyhlídce (1), w ciągu szczytów (Na Vyhlídce (1) → Loupežník → Pytlák → Slatina → Medvědí vrch–JV → Medvědí vrch → Orlík–JV → Orlík → Zámecký vrch (1)), a jednocześnie przy granicy z sąsiednim pasmem o nazwie Góry Opawskie (cz. Zlatohorská vrchovina), mająca kopulasty kształt części szczytowej. Jest górą słabo rozpoznawalną i widoczną m.in. z jej bliskiej okolicy, np. z pobliskiej osady Rejvíz, gdzie można ją łatwo zlokalizować na tle innych gór i szczytów. Z innych miejsc z uwagi na często gęste zalesienie góra jest praktycznie niewidoczna i nierozpoznawalna. Ponadto niewidoczna m.in. z wieży widokowej na Biskupiej Kopie, bo przysłonięta jest przez Górę Poprzeczną (cz. Příčný vrch), a z innego charakterystycznego punktu widokowego – z drogi okalającej połać szczytową góry Pradziad jest również niewidoczna, bo przysłonięta masywem góry Orlík.
Górę ograniczają: od północnego zachodu, północy, północnego wschodu i wschodu dolina rzeki Czarna Opawa (cz. Černá Opava), od południowego wschodu i południa dolina potoku o nazwie Podzámecký potok oraz od południowego zachodu przełęcz o wysokości 853 m n.p.m. w kierunku szczytu Orlík. Można dodać, że dolina rzeki Czarna Opawa jest w obrębie góry granicą pasm górskich Wysokiego Jesionika i Gór Opawskich. W otoczeniu góry znajdują się następujące szczyty: od północnego wschodu Zámecký pahorek, Góra Poprzeczna i Pod Špičákem, od wschodu Jelení hora–SV, od południowego wschodu Jelení hora, Špičák, Okrouhla–SZ, Okrouhla–Z (osiem ostatnich szczytów leży w paśmie Gór Opawskich), Bučín i Rovný vrch–JV, od południa Rovný vrch, od południowego zachodu Stará hora, Orlík–Z, Orlík–SZ, Srnčí vrch i Kazatelny, od zachodu Kazatelny–SV, od północnego zachodu Přední Jestřábí–JZ, Přední Jestřábí i Orlí vrch oraz od północy Nový Dvůr–J (dwa ostatnie szczyty leżą w paśmie Gór Opawskich).        

### Stoki
W obrębie góry można wyróżnić siedem następujących zasadniczych stoków:
- północny
- północno-wschodni
- wschodni
- południowo-wschodni
- południowy
- południowo-zachodni
- północno-zachodni

Wszystkie stoki są zalesione w zdecydowanej większości gęstym borem świerkowym. Na stokach północnym, północno-wschodnim, wschodnim i południowo-wschodnim poza borem świerkowym wraz z obniżaniem wysokości pojawiają się niewielkie obszary lasu mieszanego, a na stokach północnym, wschodnim i południowo-wschodnim pojawiają się nawet łąki. Niemalże wszystkie stoki charakteryzują się znaczną zmiennością wysokości zalesienia, z występującymi znacznymi polanami, przerzedzeniami, znacznymi przecinkami, a nawet ogołoceniami. Na stokach północno-zachodnim, północno-wschodnim, wschodnim i południowo-wschodnim występują grupy skalne, a na stokach północno-zachodnim i północno-wschodnim trzy wieże skalne o nazwach (Lesní muž, Koberštejn i Korálek), na których wytyczono liczne trasy do wspinaczki skałkowej. Na stoku północno-wschodnim występują ruiny istniejącego niegdyś zamku o nazwie Koberštejn. U podnóża stoku północno-wschodniego, blisko doliny rzeki Czarna Opawa znajdują się ruiny istniejącego niegdyś młyna wodnego o nazwie (cz. Wurzlův Mlýn), który funkcjonował jako tartak produkując m.in. deski, a u podnóża stoku wschodniego znajdują się ruiny innego działającego do 1945 roku młyna wodnego o nazwie (cz. Brendlův Mlýn, Brandlův Mlýn lub Spálený Mlýn), który również funkcjonował jako tartak. Na obu obiektach zainstalowano nieistniejące dziś koła wodne. 
Stoki mają stosunkowo jednolite, na ogół łagodne i mało zróżnicowane nachylenia. Średnie nachylenie stoków waha się bowiem od 7° (stok południowo-zachodni) do 14° (stok południowy). Średnie nachylenie wszystkich stoków góry (średnia ważona nachyleń stoków) wynosi około 10°. Maksymalne średnie nachylenie stoku północno-wschodniego przy grupie skalnej, blisko wieży skalnej Koberštejn, na wysokościach około 880 m n.p.m., na odcinku 50 m nie przekracza 35°. Stoki pokryte są siecią dróg (m.in. Jelení cesta czy Opavská cesta) oraz na ogół nieoznakowanych ścieżek i duktów. Przemierzając je zaleca się korzystanie ze szczegółowych map, z uwagi na zawiłości ich przebiegu, zalesienie oraz zorientowanie w terenie.

#### Ruiny zamku Koberštejn

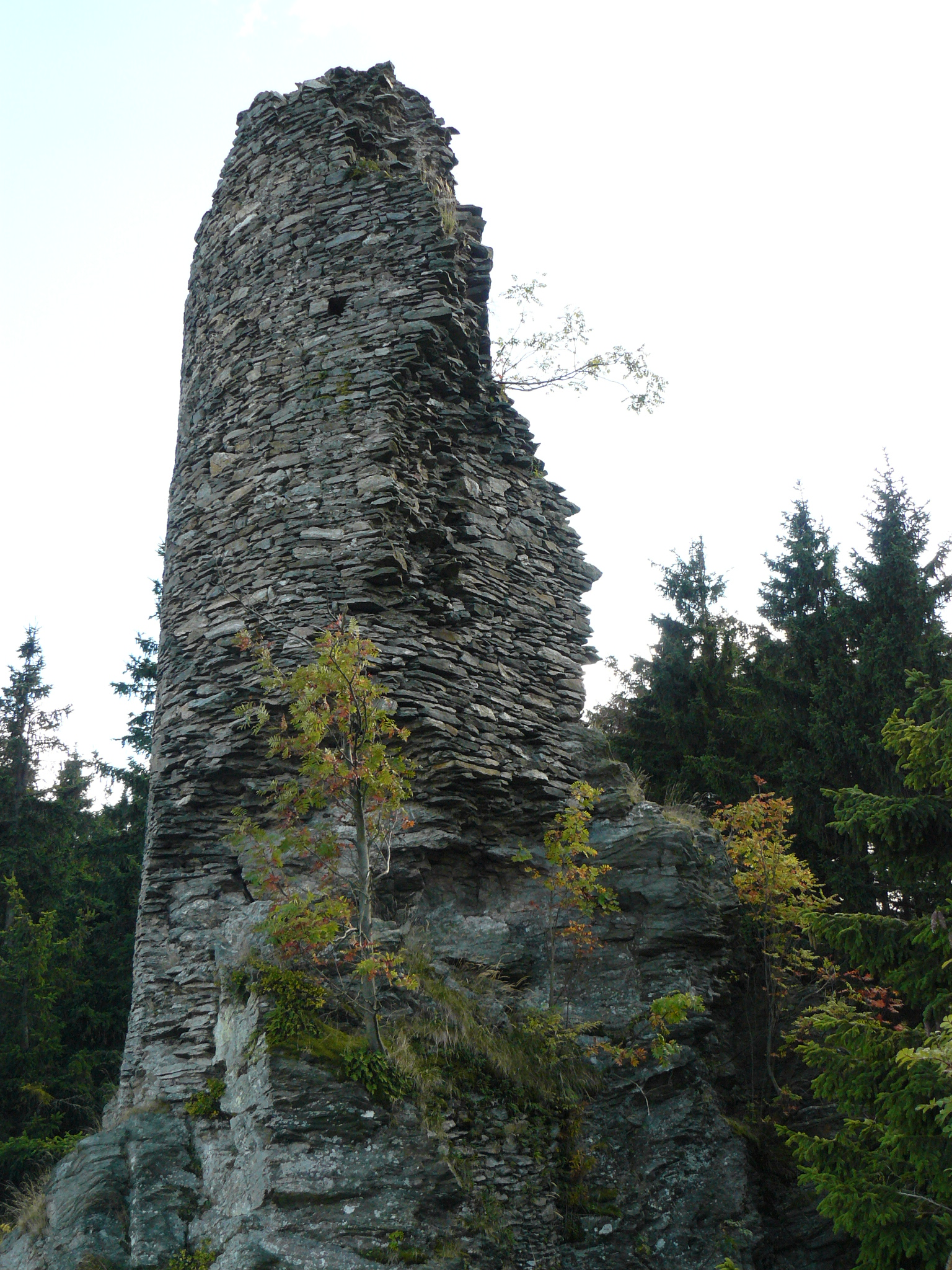
Ruiny zamku Koberštejn na stoku góry Zámecký vrch (1) (2011 rok)

W odległości około 180 m na północny wschód od szczytu góry, na wysokości około 912 m n.p.m. położone są ruiny istniejącego kiedyś zamku, zbudowanego w XIII wieku, prawdopodobnie w celu ochrony istniejących wówczas odkrywek złota. Zamek położony był na skalistym cyplu oraz był otoczony fortem w kształcie podkowy. Od strony północnej zbudowano walcowatą wieżę o średnicy około 10 m. Obecnie po zamku została tylko część wieży o wysokości około 9 m oraz zgruzowane resztki ścian, które są charakterystyczne w krajobrazie całej góry. Na początku XVII wieku zamek był siedzibą rycerzy rozbójników (raubritterów). Dojście do ruin następuje ze skrzyżowania turystycznego o nazwie (cz. Pod Koberštejnem) od którego należy przejść ścieżką główną na której wytyczono zielony szlak turystyczny  odcinek o długości około 880 m do skrzyżowania turystycznego o nazwie (cz. Koberštejn (zříc.)), z podaną na tablicy informacyjnej wysokością 934 m, a następnie należy skręcić w prawo, dochodząc ścieżką po około 50 m do ruin.

### Szczyt
Zámecký vrch (1) jest górą o pojedynczym szczycie. Przez połać szczytową przebiega główna ścieżka (początkowo droga), na której wytyczono zielony szlak turystyczny , biegnąca od skrzyżowania turystycznego Pod Koberštejnem do przełęczy w kierunku szczytu Orlík i skrzyżowania turystycznego o nazwie Jelení cesta z podaną na tablicy informacyjnej wysokością 855 m. Szczyt położony jest wśród zalesienia boru świerkowego oraz pokryty trawą wysokogórską. Z uwagi na zalesienie nie jest on punktem widokowym. Na połaci szczytowej znajduje się punkt geodezyjny, oznaczony na mapach geodezyjnych numerem (14.), o wysokości 933,56 m n.p.m. oraz współrzędnych geograficznych (50°12′09,60″N 17°19′29,62″E/50,202667 17,324894), oddalony o około 7 m na północny wschód od szczytu. Państwowy urząd geodezyjny o nazwie (cz. Český úřad zeměměřický a katastrální (CÚZK)) w Pradze podaje jako najwyższy punkt – szczyt – o wysokości 933,8 m n.p.m. i współrzędnych geograficznych (50°12′09,5″N 17°19′29,3″E/50,202639 17,324806).
Dojście do szczytu następuje ze skrzyżowania turystycznego Pod Koberštejnem, od którego należy przejść wzdłuż zielonego szlaku turystycznego  odcinek o długości około 1040 m, dochodząc w ten sposób do połaci szczytowej.

### Geologia
Pod względem geologicznym część masywu góry Zámecký vrch (1) należy do jednostki określanej jako warstwy vrbneńskie, a część do jednostki określanej jako kopuła Desny i zbudowana jest ze skał metamorficznych, głównie: blasto-mylonitów, fyllitów (biotytów, chlorytów i muskowitów), gnejsów, kwarcytów, skał magmowych, głównie meta-granitoidów i meta-pegmatytów oraz skał osadowych, głównie meta-zlepieńców.

### Wody
Grzbiet główny (grzebień) góry Pradziad, biegnący od przełęczy Skřítek do przełęczy Červenohorské sedlo oraz dalej do przełęczy Ramzovskiej (cz. Ramzovské sedlo) jest częścią granicy Wielkiego Europejskiego Działu Wodnego, dzielącej zlewiska Morza Bałtyckiego i Morza Czarnego . 
Szczyt wraz ze stokami góry Zámecký vrch (1) położony jest na północny wschód od tej granicy, należy więc do zlewni Morza Bałtyckiego, do którego płyną wody m.in. z dorzecza rzeki Odry, będącej przedłużeniem płynących z tej części Wysokiego Jesionika rzek i górskich potoków (m.in. płynącej w pobliżu góry rzeki Czarna Opawa czy potoku o nazwie Podzámecký potok). Ze stoku południowo-wschodniego bierze swój początek kilka krótkich, nienazwanych potoków będących dopływami wspomnianej wcześniej rzeki Czarna Opawa i potoku Podzámecký potok. Z uwagi na stosunkowo łagodne nachylenia stoków, w obrębie góry nie występują m.in. wodospady czy kaskady.

## Ochrona przyrody
Cała góra znajduje się w obrębie wydzielonego obszaru objętego ochroną o nazwie Obszar Chronionego Krajobrazu Jesioniki (cz. Chráněná krajinná oblast (CHKO) Jeseníky), a utworzonego w celu ochrony utworów skalnych, ziemnych i roślinnych oraz rzadkich gatunków zwierząt. Na stokach nie utworzono żadnych rezerwatów przyrody lub innych obiektów nazwanych pomnikami przyrody. 
U podnóża góry przebiega otwarta 14 lipca 2007 roku ścieżka dydaktyczna o nazwie (cz. NS Údolím lapků z Drakova) o długości około 12 km o następującym przebiegu:
 Mnichov – Rejvíz (z 10 stanowiskami obserwacyjnymi na trasie)

## Turystyka
W obrębie góry nie ma żadnego schroniska lub hotelu górskiego. Do bazy turystycznej w najbliższej osadzie Rejvíz z pensjonatami jest od szczytu około 3,3 km w kierunku północno-zachodnim, do miejscowości Horní Údolí, gdzie znajduje się również kilka pensjonatów jest od szczytu około 2,5 km w kierunku północno-wschodnim, a do miejscowości Heřmanovice jest od szczytu około 4,5 km w kierunku wschodnim. 
Kluczowym punktem turystycznym jest oddalone o około 1,0 km na północny wschód od szczytu skrzyżowanie turystyczne o nazwie (cz. Pod Koberštejnem) z podaną na tablicy informacyjnej wysokością 710 m, przez które przechodzą szlaki turystyczne, szlaki rowerowe, ścieżka dydaktyczna oraz trasa narciarstwa biegowego.

### Szlaki turystyczne
Klub Czeskich Turystów (cz. Klub Českých Turistů) wytyczył w obrębie góry dwa szlaki turystyczne na trasach:
 Rejvíz – góra Zámecký pahorek – góra Zámecký vrch (1) – dolina rzeki Czarna Opawa – góra Velká seč – góra Suchý vrch – góra Na Vyhlídce (1) – Mnichov – Vrbno pod Pradědem
 Město Albrechtice – Česká Ves – Holčovice – dolina potoku Komorský potok – szczyt Komora – góra Končina – Heřmanovice – góra Hornické skály – Příčný vrch – góra Pod Ostrým – szczyt Zámecký vrch (1) – góra Orlík – Opavská chata

### Szlaki rowerowe i trasy narciarskie
Na stokach wyznaczono dwa szlaki rowerowe na trasach:
 (nr 55) Jesionik (cz. Jeseník) – góra Březový vrch – Rejvíz – góra Zámecký vrch (1) – Drakov – Heřmanovice – Město Albrechtice – Karniów (cz. Krnov) – Opawa (cz. Opava) – Kravaře
 Videlské sedlo – góra Osikový vrch – góra Lysý vrch – góra Ztracený vrch – góra Děrná – Ostruha–JV – góra Ostruha – góra Orlík – przełęcz Kristovo loučení – góra Zámecký vrch (1) – przełęcz Prameny Opavice – Góra Poprzeczna – góra Lysý vrch – Zlaté Hory
W okresach ośnieżenia można skorzystać z wytyczonych wzdłuż czerwonego szlaku turystycznego, szlaków rowerowych i niektórych innych ścieżek szlaków narciarstwa biegowego. W obrębie góry nie poprowadzono żadnej trasy narciarstwa zjazdowego.